# Provocation policière
En droit pénal, la provocation policière est une pratique où un policier entraîne une personne à commettre un acte criminel que cette dernière n’aurait probablement pas commis. Ce procédé est découragé dans plusieurs pays et peut conduire, dans certains d'entre eux, à des sanctions pénales.
En histoire, la provocation policière consiste, pour la police chargée des affaires politiques, en un ensemble de pratiques d'infiltrations d'agents de police, appelés « agents provocateurs » dans des groupes d'opposants, les infiltrés poussant les opposants à agir plus tôt ou d'une manière différente, ce qui permet au régime de déconsidérer l'opposition. On parle aussi de provocations policières lors de manifestations.

## Provocation policière en droit

### Canada
En droit pénal canadien, l'arrêt R. c. Mack de la Cour suprême du Canada définit la provocation policière de la façon suivante : «   Il y a provocation policière lorsque a) les autorités fournissent à une personne l'occasion de commettre une infraction sans pouvoir raisonnablement soupçonner que cette personne est déjà engagée dans une activité criminelle, ni se fonder sur une véritable enquête, et b) quoiqu'elles aient ce doute raisonnable ou qu'elles agissent au cours d'une véritable enquête, les autorités font plus que fournir une occasion et incitent à perpétrer une infraction».
Dans les affaires d'achat illégal de services sexuels et d'arrestation subséquente par une policière qui agissait sous une fausse identité de prostituée, les tribunaux rejettent l'argument de provocation policière pour les motifs énoncés dans l'arrêt Mack, d'après l'arrêt Brodeur de la Cour d'appel du Québec, c'est-à-dire que « si les autorités ne font que fournir à une personne une occasion de perpétrer une infraction sans l’y inciter [...], ce type d’enquête est acceptable dans la mesure où la conduite de cette personne permet raisonnablement de soupçonner sa participation à une activité criminelle ou si les autorités se fondent sur une véritable enquête ».

### France
En 1906, 26 sages-femmes de Tourcoing sont jugées en cour d’assises pour avoir accepté le principe de procéder à un avortement. Elles sont acquittées. Les demandes étaient toutes des provocations policières.
L'affaire Schuller-Maréchal fut causée par une machination montée contre le juge Éric Halphen, laquelle consistait à faire accuser son beau-père le Dr Jean-Pierre Maréchal de trafic d'influence. En 1996, la Cour de cassation déclara nulle la procédure menée contre lui, les écoutes téléphoniques utilisées pour le surveiller ayant été faites sans autorisation légale et les faits en eux-mêmes ayant été fondés sur une machination, en violation du principe de loyauté de la preuve,.

## Agents provocateurs
Le terme est passé dans le langage courant à partir du jargon des révolutionnaires russes, qui l'utilisaient couramment. Il est aussi utilisé par les historiens, à partir des listes de « traîtres, espions et provocateurs » publiées par les bolcheviques et les anarchistes russes. Tout cela alors que l'Okhrana utilisait assez rarement de véritables agents provocateurs, et beaucoup plus d'indicateurs et d'espions, les agents provocateurs faisant plus partie du mythe révolutionnaire que de la réalité elle-même.
Dans le domaine russe, on nomme le type du provocateur nečaevščina, d'après le personnage historique de Netchaïev.
Du parti communiste de l'Union soviétique, la pratique de la traque des traîtres et agents provocateurs est passée au parti communiste français, qui confectionne tous les 7 à 8 mois des listes noires dans les années 1930
Selon l'historien Jean-Paul Brunet, dans le domaine français, la provocation policière existe bien à l'époque contemporaine à des degrés divers : courante sous la Restauration et le Second Empire, passive sous les différentes Républiques (abstention d'agir ou retard à agir). Il démontre cependant que là où on a souvent lu des provocations policières (comme pour la journée du 15 mai 1848 ou celle du 23 mars 1979), il y a en fait de la désorganisation ou de la paralysie des forces de police. Jean Pradel relève également que ce fut une pratique courante pour lutter contre le marché noir de 1940 à 1945.

### Provocations en manifestation
Les provocations se déclinent en deux types, les provocations résultant d'actes volontaires de la police, ou d'un retard ou une abstention à agir ; et la perception qu'ont les manifestants d'actes qui ne sont pas des provocations.
Selon le sociologue Tony Jefferson, le mode de fonctionnement même des forces de polices militarisées chargées du maintien de l'ordre, qui se préparent toujours au pire, et donc sont toujours trop nombreux et trop équipés, fait qu'ils apparaissent en eux-mêmes comme une provocation. Un rang de policiers en armure anti-émeute ignifugée avançant derrière un mur de boucliers est à la fois intimidant et provocateur (et incite au jet de pierre selon certains policiers).